# Keptuška
Keptuška je český název některých kulíkovitých ptáků z rodu čejka (Vanellus). Ačkoli se v češtině používá jako název rodový, představuje podrod Chettusia dříve považovaný za samostatný rod. Jsou známy dva druhy - keptuška běloocasá (Vanellus leucurus) a keptuška stepní (Vanellus gregarius), oba vzácně zalétly i na území Česka.